# Коллінс (Айова)
Коллінс (англ. Collins) — місто (англ. city) в США, в окрузі Сторі штату Айова. Населення — 495 осіб (2010).

## Географія
Коллінс розташований за координатами 41°54′8″ пн. ш. 93°18′24″ зх. д. / 41.90222° пн. ш. 93.30667° зх. д. (41.902094, -93.306591).  За даними Бюро перепису населення США в 2010 році місто мало площу 1,27 км², уся площа — суходіл.

## Демографія
Згідно з переписом 2010 року, у місті мешкало 495 осіб у 196 домогосподарствах у складі 133 родин. Густота населення становила 389 осіб/км².  Було 219 помешкань (172/км²).
Расовий склад населення:
| - 99,0 % — білих - 0,2 % — азіатів |

До двох чи більше рас належало 0,8 %. Частка іспаномовних становила 0,2 % від усіх жителів.
За віковим діапазоном населення розподілялося таким чином: 31,1 % — особи молодші 18 років, 52,5 % — особи у віці 18—64 років, 16,4 % — особи у віці 65 років та старші. Медіана віку мешканця становила 35,2 року. На 100 осіб жіночої статі у місті припадало 99,6 чоловіків;  на 100 жінок у віці від 18 років та старших — 99,4 чоловіків також старших 18 років.
Середній дохід на одне домашнє господарство  становив 59 135 доларів США (медіана — 55 000), а середній дохід на одну сім'ю — 62 884 долари (медіана — 64 688). За межею бідності перебувало 19,7 % осіб, у тому числі 29,5 % дітей у віці до 18 років та 11,1 % осіб у віці 65 років та старших.
Цивільне працевлаштоване населення становило 234 особи. Основні галузі зайнятості: роздрібна торгівля — 17,5 %, освіта, охорона здоров'я та соціальна допомога — 17,5 %, виробництво — 15,4 %.